# Carlos Quintanar
Carlos Quintanar, né le 2 juin 1939, à Ciudad Juárez, au Mexique et décédé le 14 octobre 2010, à Poza Rica, au Mexique, est un joueur et entraîneur mexicain de basket-ball. Il évoluait au poste de pivot.

## Palmarès
- Finaliste des Jeux panaméricains de 1967